# RFD-TV
«RFD-TV» — американский платный телеканал, принадлежащий холдингу Rural Media Group. На телеканале вещаются в основном передачи, связанные с сельским хозяйством, а также освещаются проблемы отрасли. Название телеканала отсылает к RFD — подразделению почтовой службы США, которое занималось доставкой почты из сельской местности. Штаб-квартира, а также иные здания, расположены в Мьюзик-Роу, в Нашвилл. RFD-TV имеет собственное радио Rural Radio, которое транслируется Sirius XM. Телеканал владеет театром, который расположен в Брэнсоне (Миссисипи), и ранчо в Рибере (Нью-Мексико).
Канал был создан в 2000 году и стал первым, где показывались передачи по агробизнесу.
По утрам представлены новостные программы: погода и статистика цен на сельскохозяйственные товары. В вечернее время представлен дополнительный блок новостей. В дневное время показываются документальные программы о лошадях, о родео и прочих видах спорта. Музыкальное сопровождение осуществляется в кантри.
В ночное время на телеканале работает телемагазин, который ранее был убран из сетки вещания, но позже возвращён.
На февраль 2015 года RFD-TV доступен в 52 млн домохозяйств с подключённым платным телевидением в США. Его передают спутниковые провайдеры Dish Network и DirecTV, а также кабельные Mediacom, Charter Communications и Cox Communications. С 2013 года сигнал не передаётся компанией Comcast. RFD-TV имеет собственный платный интернет-канал, доступный по подписке. В 2020 году было запущено приложение RFD-TV Now, которое позволяет смотреть программы на мобильных устройствах (планшетах, мобильных телефонах и телевизорах при подключении).

## История
RFD-TV (Rural Free Delivery Television) было создано в 1988 году Патриком Готчем, однако из-за отсутствия финансирования и желания провайдеров транслировать канал это закончилось банкротством. В 1990-х была вторая попытка, которая также была неуспешной по той же причине. С 2000 года телеканал был некоммерческим и продолжал вещание. В декабре 2000 года его начал транслировать Dish Network, а в 2002-м — DirecTV.
В 2007 году Федеральная комиссия по связи США объявила, что аукционы по продаже крупного рогатого скота не являются программами, представляющими общественный интерес, поэтому канал получил статус коммерческого. Позже компания арендовала студию в Нэшвилле и наняла опытных управленцев, вроде Эда Фрейзера, который ранее возглавлял Liberty Sports. Для привлечения зрителей транслировалась телевизионная передача радиошоу Дона Имуса, что привлекло таких гигантов, как Comcast и Time Warner.
В 2007 году начал вещание канал RFD-HD в высокой чёткости (формат разрешения 1080i). В конце 2009 года стали выпускаться новости для сельских жителей. Студии находятся в Лондоне и Вашингтоне. В сентябре 2013 года был заключён контракт с Sony Pictures Television.
В 2016 году, во время предвыборной кампании на должность президента США, Дональд Трамп купил все рекламные места за две недели до голосования. При этом Хиллари Клинтон не купила ни одного. С 2017 года представительство телеканала присутствует в Сан-Паулу. 1 февраля 2020 года вещание было запущено в Канаде.

## Программы

### Текущие
- Класс г-жи Люси Кажун (англ. Ms. Lucy’s Cajun Classroom)
- Нежные гиганты (англ. Ms. Lucy’s Cajun Classroom)
- Лучшее в Америки верхом
- Кукурузные воины
- Загородная закусочная Ларри
- Шоу Джимми Стёрр
- Сводка новостей о ранчо «Пижон» Дебби Даннинг
- Классика по душам со Стэном Хичкоком
- Скрытое наследие
- Страна Среднего Запада
- Gaither Homecoming[англ.]
- Шоу Пенни Гилли
- Техасский репортёр[англ.]
- Юбилей округа Пресли
- Сельское наследие
- Маленький город — большая сделка[англ.]
- Маленькие штаны на дороге[англ.]
- Американский владелец ранчо
- Я люблю игрушечные поезда
- Поезда и локомотивы
- Отчёт о фермах в США[англ.]
- Вечерние сельские новости
- Хартленд Америки[англ.]

### Закрытые шоу
- Одинокий рейнджер[англ.]
- Ральф Эмери
- Крук и Чейз[англ.]
- Шоу Джои Каньон
- Ричард Винтерс (про лошадей)
- Линн Палм
- Дом на колесах сегодня (передача о сельской жизни)
- Деревенский карнавал
- Имус утром[англ.]
- Прямой эфир из дома Дэрила[англ.]
- Красный дробовик[англ.]
- Камберлендские горцы